# Pradines (Loire)
Pour les articles homonymes, voir Pradines.
Pradines est une commune française située dans le département de la Loire en région Auvergne-Rhône-Alpes.

## Géographie

### Communes limitrophes
La commune de Pradines est située dans le département de la Loire, l'arrondissement de Roanne et depuis 2015 dans le nouveau canton de Charlieu considérablement agrandi. Elle relevait jusqu'alors du canton de  Saint-Symphorien-de-Lay aujourd'hui supprimé.
		Son périmètre long de plus de 17,5 km enserre un territoire en forme de fer de lance la pointe tournée vers le sud. Pradines est bornée par 5 communes. Au nord elle confine avec Montagny sur un seul kilomètre mais ses limites avec Perreux au nord et à l'ouest sont beaucoup plus longues, 4,3 km. C'est avec Notre-Dame-de-Boisset à l'ouest qu'elle est le plus étroitement soudée (4,65 km). Le cours du Rhins la sépare de Neaux sur 3,5 km tandis qu'à l'est elle voisine avec Régny sur 4,2 km.
		Sur près de la moitié de son périmètre les limites de la commune sont naturelles puisque le Rhin la borde au sud et trois ruisseaux à l'est, au nord et à l'ouest. La superficie de la commune, 11,6 km2, est un peu inférieure à la moyenne des communes du Nord-Est roannais, 13 km2, et plus de trois fois inférieure à celle de sa vaste voisine Perreux 41,35 km2. La plus grande distance interne à vol d'oiseau, du nord au sud est de 5,4 km tandis que d'est en ouest elle atteint à peine 3 km.
		L'espace municipal est entièrement compris dans la zone des basses collines qui s'étendent sur la rive droite de la Loire depuis le Rhins au sud jusqu'au Sornin au nord. L'ensemble présente l'aspect d'un plateau légèrement incliné d'est en ouest ce qui rend sensible l'inclinaison générale de la région depuis la ligne de crête de la montagne beaujolaise jusqu'à la Loire. Ce plateau se raccorde au nord de plain-pied avec les surfaces planes qui s'étendent un plus au nord de part et d'autre du cours supérieur du Rhodon même si à Pradines les altitudes sont un peu inférieures à celles de Montagny. La partie du plateau la plus élevée à Pradines, le Plat de Chamarande, au-dessus de 450 m (culminant à 462 m) se trouve au nord-est de la commune et joue le rôle d'un petit château d'eau local  à partir duquel divergent plusieurs ruisseaux vers l'ouest le nord-ouest.
		Le tiers sud de la commune se distingue du reste de l'aire municipale en s'inclinant fortement vers le cours du Rhins, la vallée étant cependant ici entre Pradines et Neaux moins encaissée qu'elle ne l'est plus en aval. C'est à l'endroit où la rivière la quitte que se situe le point le plus bas de la commune à 302 m d'altitude. 
		L'altitude moyenne du territoire est de 384 m.
		Plusieurs cours d'eau constituent pour Pradines un réseau hydrographique. Le plus important est le Rhins en dépit de sa position marginale dans la commune ; la rivière borde en effet la commune au sud sur 3,5 km avec une particularité : tandis que plus en amont et aussi un peu plus en aval elle coule dans l'ensemble d'est en ouest elle prend sur ses quelques kilomètres une direction nord-est - sud.ouest. Le Rhins entre en contact avec la commune à 332 m d'altitude et la quitte à 302 m. Sa pente moyenne y est donc  de 0,86 %. 		
		Le Rhins est une rivière assez abondante mais il présente des fluctuations saisonnières de débit assez fortes, avec des hautes eaux d'hiver-printemps, de novembre à mai inclus, portant les débits mensuels moyens au niveau de 6,0 à 8,9 m3 par seconde (avec un maximum en février). Ces hautes eaux sont suivies d'une chute rapide ce qui mène directement à la période d'étiage d'été, qui a lieu de juillet à septembre, avec un minimum mensuel moyen de 1,22 m3/s. au mois d'août. Les crues peuvent être très importantes malgré l'étroitesse du  bassin versant. Les débits instantanés calculés pour une crue biennale et quinquennale valent respectivement 61 et 91 m3 par seconde. 
		Trois ruisseaux dont deux sont des affluents du Rhins intéressent d'autre part la commune formant eux aussi partiellement ses limites : à l'est la Goutte Ivra sur plus de 2 km, et à l'ouest sur 1 km le Goutte Javodet la séparent  respectivement de Régny et de Notre-Dame-de-Boisset. Au nord enfin c'est le Chambut tributaire du Rhodon qui assure la démarcation avec Perreux sur 1,4 km. 
		Sur le plan de la géologie l'espace pradinois s'apparente fortement à celui des communes environnantes. Les terrains y sont à prédominance argileuse sur la majeure partie du territoire souvent recouverts de formations quaternaires de versants  ou de cailloutis fluviatiles. La partie la plus élevée doit son originalité à un large placage de colluvions argilo-sableuses. 
		Le sud du territoire s'individualise, l'érosion fluviatile du Rhins y a mis au jour des terrains anciens volcano-détritiques, tufs et ignimbrite. Le fond des vallées celle du Rhins surtout est tapissé d'alluvions récentes, limons, sables et graviers.
		Les espaces arborés ne couvrent pas une surface considérable à Pradines. Avec un peu plus de 60 hectares de forêt (63,8 exactement) ces espaces ne confèrent à la commune que le modeste taux de boisement de 5,58 % plus faible  même que celui de ses voisines (6,17 % à Notre-Dame-de-Boisset, 11 à Perreux, 12 à Régny), bien inférieur à celui du gradin où se trouvent Cuinzier (19 %) ou  Sevelinges (25 %) sans évoquer celui d'une localité de la montagne beaujolaise comme Ranchal (67 %) que quatre communes seulement séparent de Pradines. Le relief très modéré, la faible altitude, les qualités pédologiques des sols tout a conduit à réduire historiquement la part de la forêt. Les placages les plus considérables  de feuillus se rencontrent sure les rives de la Goutte Ivra, le Bois du Château en commun avec Régny et de la Gouute Javodet, le Bois Féchet partagé avec N.D-de-Boisset.
		Sans être à proprement parler enclavé le territoire de Pradines est à l'écart des principaux axes de circulation de la région. La départementale 9 la voie routière venant  de Régny et en deçà d'Amplepuis et allant vers l'Hôpital-sur-Rhins et Roanne au delà,  la plus passante, qui intéresse la commune suit sur 2,5 km les rives du Rhins en marge de son territoire ignorant le chef-lieu  mais passant devant l'Abbaye. Le bourg quant à lui constitue pourtant un carrefour; s'y croisent deux routes départementales. L'une est la D 27 qui vers l'ouest (1,96 km) se dirige sur Le Coteau et la proche agglomération roannaise  et vers l'est (1,75 km) va se greffer sur la D 9 à la limite de Régny ; c'est dans ce secteur de plateaux la seule qui soit quelque peu sinueuse dans sa descente vers le Rhins. L'autre route en question est la D 45 qui vient de Parigny outre-Loire et qui ayant traversé Notre-Dame-de-Boisset intéresse Parigny sur 2,70 km puis prend la direction du nord vers Montagny (1,88 km). Au total c'est environ 11 km de routes départementales qui desservent Pradines.
		La ligne ferroviaire reliant Lyon à Roanne quittant la rive sud du Rhins qu’elle suivait jusque-là pénètre sur la rive nord en entrant sur le territoire de Pradines et y parcourt 1,2 km sans concerner réellement la commune. En revanche la proximité de Roanne offre à  Pradines un accès facile au chemin de fer. La gare de Roanne sur la voie ferrée Lyon-Paris par St-Germain-des-Fossés n'est distante que de 15 km et plus proche encore celle du Coteau ne se situe qu'à 8,6 km du cœur de la commune. Pour rejoindre le TGV à la gare de Montchanin en Saône-et-Loire il faut parcourir 115 km ; un autobus relie d'ailleurs Roanne à  cette gare deux fois par jour.
		D'autre part l'aéroport de Lyon-Saint-Exupéry se trouve à 105 km de Pradines.
		Pradines subit pleinement l'attraction  du chef-lieu d'arrondissement si proche en faisant partie notamment de son bassin d'emploi. Le chef-lieu du département Saint-Etienne est trop éloigné - 79 km - pour exercer une forte influence d'autant que son rôle est éclipsé par le rôle de la métropole régionale, Lyon ne se trouvant qu'à 83 km de la commune.
		L'ensemble du Nord-Est roannais de la plaine de la Loire à la montagne beaujolaise est concerné par le bocage paysage rural où les champs cultivés et les prés sont enclos. La zone des basses collines entre Rhins et Sornin et le secteur du Rhins inférieur où est situé la commune de Pradines en présentent les principaux aspects et notamment la dispersion de l'habitat. Plus d'une trentaine d'écarts se répartissent sur le territoire communal, simples lieuxdits, hameaux plus étoffés ou lotissements.  Ce sont sur le plateau et du nord au sud : Déchelette, Béjure, Gavaudy, Briquemaure, les Beluses, Lianjon, les Quatre Chênes, les Hauts de Béjure, Chamarande, Chamussy, le Bois Féchet, Juillet, les Plaines, la Chicane, le Prugnier, Briais. Bozon ,le Crêt de Chézy ainsi que le bourg de la commune. Celui-ci, du fait de la forte croissance démographique de la commune, est aujourd’hui  entouré de ce qui était naguère des écarts et qui sont devenus des quartiers périphériques tels Chez Delaine, les Perreys, la Voisinée, formés de zones pavillonnaires comme la Picolière, les Giraudières, les Tilleuls. Le secteur  sud et sud-occidental en contrebas du plateau rassemble Montgalland, le Pâté, Godinot, la Ruisse, les Pendants, le Vieux Bourg, l’Abbaye et Chez France. Quant aux lieuxdits la Blanchisserie et les Sallelles ils se situent dans la vallée même du Rhins.
		L'organisation du peuplement dans un pays bocager n'accorde au bourg qu'une importance relativement modeste par rapport au total et il en va  ainsi à Pradines. Depuis plusieurs décennies l'INSEE ne fournit plus le taux de population agglomérée d'une commune. En 1975, dernière date à laquelle ce renseignement était disponible, 134 personnes vivaient dans le bourg soit 1/4 des 502 habitants de la commune cette année-là. En extrapolant à partir de cette donnée (avec toutes les réserves qu'appelle cette méthode s'agissant notamment d'une commune dont la population a considérablement augmenté) environ 210 personnes seraient rassemblés dans l'agglomération.
		L'histoire démographique de Pradines est plus complexe que celle de la plupart des  communes rurales de la région. Alors que le plus souvent ces communautés avaient connu une phase de croissance continue pendant, selon les cas, toute la première moitié ou les trois premiers quarts du XIXe siècle ce ne fut qu'approximativement le cas à Pradines puisque l'augmentation de la population ne s'est manifestée que vingt ans après le déclenchement du mouvement ailleurs. Les deux premières décennies du XIXe siècle avaient  été en effet marquées dans la commune par un recul du peuplement auquel n'étaient probablement pas étrangères les pertes humaines occasionnées par les guerres de la Révolution et de l'Empire. L'alignement sur l'évolution positive qui se manifestait dans le rural environnant s'est pourtant produite ensuite et a duré comme dans bien des cas ailleurs jusque vers 1875. C'est vers cette époque que la commune est passée par son pic démographique avec plus de 1 000 habitants (1 023 en 1872 contre 662 cinquante ans plus tôt soit un progrès de 150 %).
				En revanche Pradines a connu par la suite la longue période classique de déclin numérique de la population des campagnes qui a duré un siècle ; ne vivaient plus dans la commune que 483 personnes en 1968 soit moins de la moitié de ce qu'elle avait connu lors de son maximum. Encore ce déclin avait-il été bien inférieur à  l’effondrement qui avait affecté nombre de communes de la montagne beaujolaise lesquelles avaient perdu pendant la même période les 3/4 voire les 4/5 de leur substance humaine. Les origines du phénomène sont à rechercher dans l'exode rural qui a affecté les campagnes, lui-même induit par la révolution industrielle. C'est l'époque au cours de laquelle en effet la main d'œuvre en surabondance dans les campagnes se dirige vers les villes où elle trouve alors à s'employer. Dans la région ici considérée il s'agit de l'industrie textile qui s'était implantée dans le Roannais et qui était à la recherche de bras pour ses métiers. La Grande Guerre avait encore accentué l'hémorragie humaine ici comme ailleurs. 
		 Un renversement complet de la tendance a modifié la situation depuis le début des années 1980  caractérisé par un redressement démographique  qui a porté le nombre d´habitants à 794 en 2016 soit un accroissement de 65 % en moins d'un demi-siècle. Pour chercher l’origine de ce renouveau il faut faire intervenir notamment un glissement de familles vivant dans l'agglomération roannaise en direction d’une localité rurale attractive car  proche et agreste.
		La commune de Pradines accorde à l'agriculture une place notable parmi ses activités économiques La surface agricole utile - 971 ha - représente 84 % de la superficie municipale; Cette SAU représente une proportion plus forte que dans les communes voisines, Coutouvre mis à part (La Gresle 71 %,Vougy 75 %, Régny 79 %), sensiblement égale à celle de la vaste commune voisine de Perreux.
		Comme dans l'ensemble du Nord-Est roannais les surfaces en herbe prédominent avec 978 ha soit les 9/10 de la SAU. La culture végétale maintient sa place produisant des céréales ou des plantes fourragères sur 93 ha. Treize exploitations se répartissent sur l'ensemble de la commune dont la plupart sont tournées vers l'élevage bovin. Neuf d'entre elles, avec des troupeaux essentiellement de races charolaises, relèvent de la filière viande; leur siège est situé respectivement à la Chicane, au bourg, à Montgalland et pour deux d'entre elles aux Plaines, deux autres à la Voisinée, deux autres encore à Béjure. D'autre part quatre exploitations élèvent des vaches laitières l'une aux  Hauts de Béjure, une autre aux Quatre Chênes, une troisième au Prugnier, une autre enfin au lieudit Chez France.
		La part des activités de transformation dites « secondaires » est considérable dans la commune. Une importante entreprise industrielle spécialisée dans les injections thermoplastiques est installée à la lisière du bourg. Les religieuses de l'Abbaye se consacrent à des travaux d'imprimerie. L'artisanat du bâtiment réunit une entreprise d'installation électrique située à la périphérie de l'agglomération, deux entreprises de maçonnerie l'une dans le quartier de la Picolière l'autre à Montgalland, une activité de charpente-toitures au lieudit Lianjon et une autre de revêtements de sols et murs à Péchenille. Les travaux d'extérieur sont représentés par les entreprises d'un paysagiste au lieudit les Plaines et de travaux de terrassement à Béjure. Enfin près du bourg travaille un maréchal-ferrant.
		Le secteur très diversifié des services est illustré par deux sociétés pratiquant le transport routier de fret et de proximité l'une installée à Péchenille l'autre à Béjure. Le commerce en boutique est le fait d'une boulangerie et d'un café-restaurant-alimentation tous deux situés dans le bourg. Une entreprise de vente de meubles et tapis également dans le bourg, une activité de vente de bois de chauffage au lieudit les Quatre-Chênes, un commerce voitures à Béjure et la vente d'articles religieux par les religieuses de l'Abbaye complètent le secteur marchand.
		Relèvent aussi du même secteur tertiaire une entreprise de nettoyage de bâtiments dont le siège est à la lisière du bourg, à la Picolière le bureau d'un expert en bâtiments, deux cabinets d'ingéniérie l'un à la Picolière l'autre à la Voisinée. Deux coiffeuses à domicile résident l'une au lieudit le Prugnier l'autre aux Hauts de Béjure. Le domaine des soins de santé n'est pas absent de la commune puisqu'une infirmière libérale vit au bourg. Enfin l'Abbaye de Pradines accueille des pensionnaires pour des retraites temporaires.

### Climat
Pour des articles plus généraux, voir Climat d'Auvergne-Rhône-Alpes et Climat de la Loire.
En 2010, le climat de la commune est de type climat océanique dégradé des plaines du Centre et du Nord, selon une étude du Centre national de la recherche scientifique s'appuyant sur une série de données couvrant la période 1971-2000. En 2020, Météo-France publie une typologie des climats de la France métropolitaine dans laquelle la commune est exposée à un climat de montagne ou de marges de montagne et est dans la région climatique Nord-est du Massif Central, caractérisée par une pluviométrie annuelle de 800 à 1 200 mm, bien répartie dans l’année.
Pour la période 1971-2000, la température annuelle moyenne est de 10,6 °C, avec une amplitude thermique annuelle de 16,1 °C. Le cumul annuel moyen de précipitations est de 826 mm, avec 10,4 jours de précipitations en janvier et 7,5 jours en juillet. Pour la période 1991-2020, la température moyenne annuelle observée sur la station météorologique de Météo-France la plus proche, « Fourneaux », sur la commune de Fourneaux à 10 km à vol d'oiseau, est de 11,7 °C et le cumul annuel moyen de précipitations est de 900,1 mm,. Pour l'avenir, les paramètres climatiques de la commune estimés pour 2050 selon différents scénarios d'émission de gaz à effet de serre sont consultables sur un site dédié publié par Météo-France en novembre 2022.

## Urbanisme

### Typologie
Au 1er janvier 2024, Pradines est catégorisée commune rurale à habitat dispersé, selon la nouvelle grille communale de densité à sept niveaux définie par l'Insee en 2022.
Elle est située hors unité urbaine. Par ailleurs la commune fait partie de l'aire d'attraction de Roanne, dont elle est une commune de la couronne,. Cette aire, qui regroupe 88 communes, est catégorisée dans les aires de 50 000 à moins de 200 000 habitants,.

### Occupation des sols
L'occupation des sols de la commune, telle qu'elle ressort de la base de données européenne d’occupation biophysique des sols Corine Land Cover (CLC), est marquée par l'importance des territoires agricoles (88,9 % en 2018), en diminution par rapport à 1990 (91 %). La répartition détaillée en 2018 est la suivante : 
prairies (76,2 %), zones agricoles hétérogènes (12,7 %), forêts (5,6 %), zones urbanisées (5,5 %). L'évolution de l’occupation des sols de la commune et de ses infrastructures peut être observée sur les différentes représentations cartographiques du territoire : la carte de Cassini (XVIIIe siècle), la carte d'état-major (1820-1866) et les cartes ou photos aériennes de l'IGN pour la période actuelle (1950 à aujourd'hui).

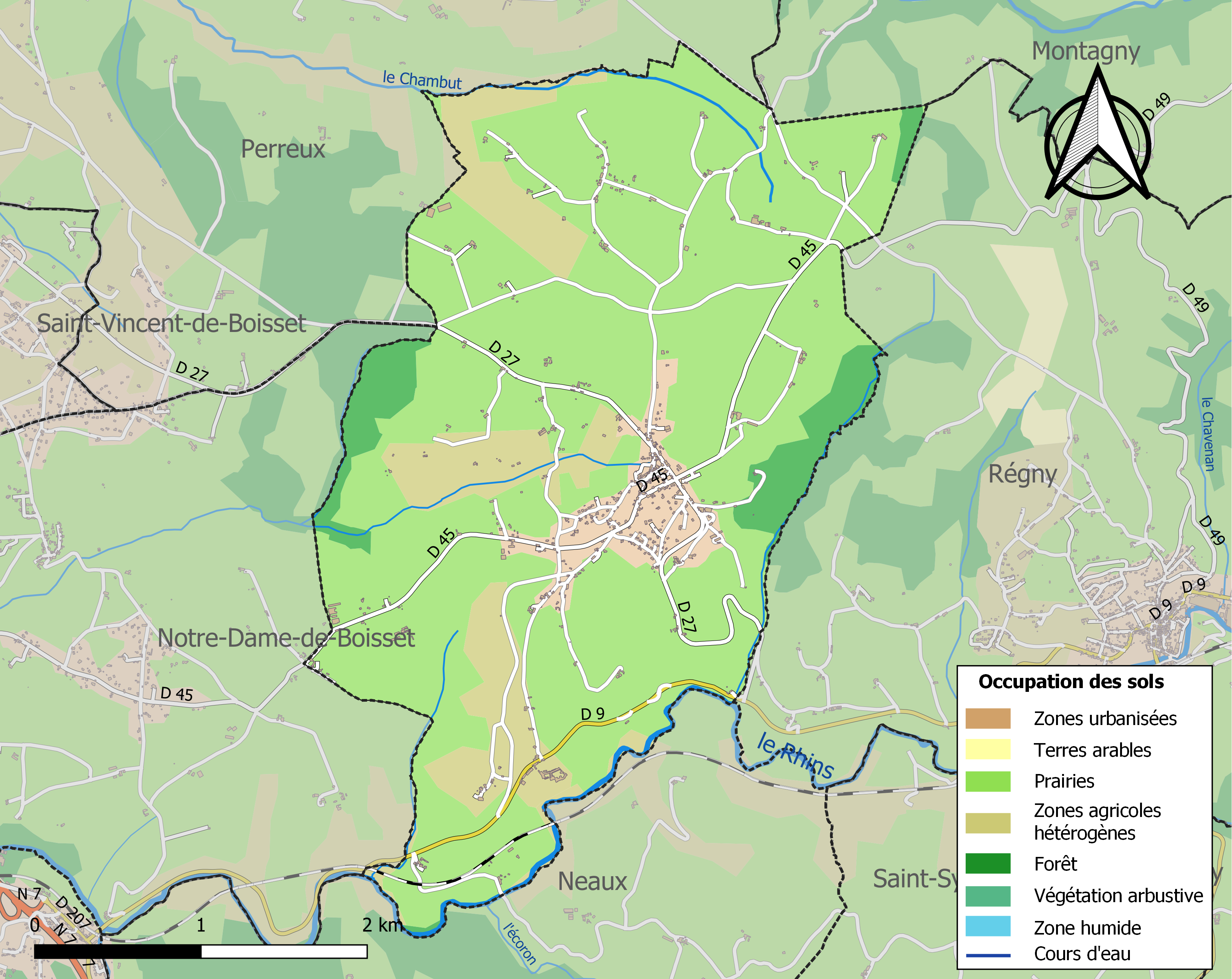
Carte des infrastructures et de l'occupation des sols de la commune en 2018 (CLC).

## Politique et administration
| Période                                  | Période  | Identité                    | Étiquette | Qualité                                   |
| ---------------------------------------- | -------- | --------------------------- | --------- | ----------------------------------------- |
|                                          | 1792     | M. DESCHELETTE              |           | Officier Public                           |
| 1793                                     | 1796     | M. LAURENT                  |           | Officier Public                           |
| 1797                                     | 1799     | M. VALLY                    |           | Commissaire au pouvoir du canton de Régny |
| 1800                                     | 1802     | M. Jacques SEIVE            |           |                                           |
| 1803                                     | 1807     | M. ROCHARD                  |           |                                           |
| 1808                                     | 1833     | M. Louis Charles DESBROSSE  |           |                                           |
|                                          | 1834     | M. ROCHARD                  |           | Remplaçant par intérim                    |
| 1835                                     | 1840     | M. Claude Marie GOUTALAND   |           |                                           |
| 1841                                     | 1846     | M. François LAURENT         |           |                                           |
| 1847                                     | 1863     | M. Charles MILLIET          |           |                                           |
| 1864                                     | 1879     | M. Louis DURAND             |           | Expert                                    |
| 1880                                     | 1883     | M. Guillaume Louis NEYRAND  |           | Rentier                                   |
| 1884                                     | 1887     | M. François LAFAY           |           | Curé de la paroisse                       |
| 1887                                     | 1888     | M. DES-TOURNELLES           |           |                                           |
| 1888                                     | 1893     | M. Pierre PERROTTON         |           | Agriculteur                               |
| 1894                                     | 1905     | M. Henry ROCHARD            |           | Agriculteur                               |
| 1906                                     | 1909     | M. Antoine PASSOT           |           | Agriculteur                               |
| 1910                                     | 1919     | M. Victor GENEVOIS          |           | Meunier                                   |
| 1920                                     | 1929     | M. BURNICHON                |           | Agriculteur                               |
| 1926                                     | 1934     | M. Claude TERRIER           |           | Agriculteur et voiturier                  |
| 1935                                     | 1940     | M. Marius MILLET            |           | Agriculteur                               |
| 1941                                     | 1944     | M. Léon TRUCHET             |           | Agriculteur                               |
| 1944                                     | 1945     | M. Claudius ROCHARD         |           | Agriculteur                               |
| 1945                                     | 1970     | M. Francisque BURNICHON     |           | Agriculteur                               |
| 1971                                     | 1983     | M. Jean BROISIN             |           | Médecin                                   |
| 1983                                     | 1999     | M. Jean CHEVALARD           |           | Retraité de la police                     |
| 1999                                     | 2014     | M. Gilbert DUPERRAY-MILLAUD |           | Cadre de santé                            |
| 2014                                     | 2020     | M. Gabriel DESBROSSE        |           | Retraité comptable                        |
| 2020                                     | En cours | M. Charles BRUN             |           | Agriculteur                               |
| Les données manquantes sont à compléter. |          |                             |           |                                           |

## Démographie
L'évolution du nombre d'habitants est connue à travers les recensements de la population effectués dans la commune depuis 1793. Pour les communes de moins de 10 000 habitants, une enquête de recensement portant sur toute la population est réalisée tous les cinq ans, les populations de référence des années intermédiaires étant quant à elles estimées par interpolation ou extrapolation. Pour la commune, le premier recensement exhaustif entrant dans le cadre du nouveau dispositif a été réalisé en 2007.

En 2022, la commune comptait 902 habitants, en évolution de +13,6 % par rapport à 2016 (Loire : +1,32 %, France hors Mayotte : +2,11 %).
| 1793 | 1800 | 1806 | 1821 | 1831 | 1836 | 1841 | 1846  | 1851 |
| ---- | ---- | ---- | ---- | ---- | ---- | ---- | ----- | ---- |
| 800  | 782  | 680  | 662  | 879  | 870  | 909  | 1 027 | 931  |

| 1856 | 1861 | 1866 | 1872  | 1876  | 1881 | 1886 | 1891 | 1896 |
| ---- | ---- | ---- | ----- | ----- | ---- | ---- | ---- | ---- |
| 943  | 950  | 998  | 1 023 | 1 009 | 995  | 993  | 890  | 918  |

| 1901 | 1906 | 1911 | 1921 | 1926 | 1931 | 1936 | 1946 | 1954 |
| ---- | ---- | ---- | ---- | ---- | ---- | ---- | ---- | ---- |
| 856  | 760  | 675  | 597  | 581  | 572  | 569  | 532  | 515  |

| 1962 | 1968 | 1975 | 1982 | 1990 | 1999 | 2006 | 2007 | 2012 |
| ---- | ---- | ---- | ---- | ---- | ---- | ---- | ---- | ---- |
| 522  | 483  | 502  | 498  | 604  | 608  | 640  | 644  | 748  |

| 2017 | 2022 | - | - | - | - | - | - | - |
| ---- | ---- | - | - | - | - | - | - | - |
| 803  | 902  | - | - | - | - | - | - | - |

## Lieux et monuments
- Église Saint-Pierre-et-Saint-Claude de Pradines.

### Abbaye de Pradines
L'abbaye de Pradines occupe l'ancien château construit à la fin du XVIIe siècle par Charlotte de Letouf en remplacement d'une maison forte du XIIIe siècle. Il resta dans les mains de la famille Letouf jusqu'en 1787 où il fut acheté par Charles-Adrien Meaudre, écuyer demeurant à Saint-Germain-Laval, seigneur de Valorges, Montagny,,Vinolz,du Verney, de la Garde, des Poyets, Champigny et les Gouttes, membre de l'assemblée provinciale de la noblesse du Forez.  La famille Letouf émigra pendant la Révolution puis revint vivre au Coteau. Le nouveau seigneur du marquisat de Pradines réputé pour la modération et la fermeté de ses principes exerça une grande autorité morale sur la population. Refusant d'émigrer à la demande de son beau frère il fut  très actif pour défendre la monarchie menacée. Il se trouva très vite en butte aux zélateurs des principes révolutionnaires . Ceux ci cherchèrent à le faire condamner en le faisant comparaître devant le tribunal de Roanne. Mais devant "l'affluence prodigieuse" venue le défendre  les juges durent surseoir  à sa prise de corps.  En 1792, il réussit à ne pas devoir effacer les armoiries de la famille Letouf qui surmontaient la cour d'honneur du château, mais il dût laisser enlever et brûler en place publique tous les titres terriers et droits féodaux de sa seigneurie de Pradines. Sur ordre de l'accusateur publique il fut arrêté une première fois mais libéré par un coup de force de ses fermiers contre les dragons qui l'emmenaient à la capitale il se cachera chez un de ses sauveurs (Jean Portailler)  pendant un mois. Dénoncé et retrouvé un mois plus tard par des révolutionnaires, il fut emmené par un détachement  de cavalerie à Paris en octobre 1793 et emprisonné à la Conciergerie. Il fut condamné à mort par Fouquier-Tinville. Il fut libéré grâce au 9 thermidor qui mit fin au régime de la Terreur de Robespierre.  À son retour, il s'installa dans son hôtel de Roanne; il s'engagea activement en politique. Élu député au Conseil des Cinq Cents dans la formation des royalistes modérés, il devint à la Restauration président du conseil général de la Loire sur nomination personnelle de Louis XVIII qui lui fit remettre la légion d'honneur par son frère le comte d'Artois. Ami et conseiller  de Joseph de Villèle principal ministre de Louis XVIII il ne voulut jamais quitter sa province. Il fut fait chevalier d'honneur de la duchesse d'Angoulême. Telle fut la personnalité du dernier seigneur de Pradines.
Il décida de vendre Pradines  en 1803 à Dom Magdinier et au cardinal Joseph Fesch, archevêque de Lyon, pour y installer une communauté de moniales. En 1804, les premières religieuses s'y installèrent sous l'autorité de Marie Thérèse de Bavoz cousine de Pierrette de Montorcier de Sugny épouse de C.A Meaudre. Les religieuses avaient dû accepter d'être affiliées aux sœurs de Saint Charles de Lyon sur la décision du cardinal Fesch. Sous l'impulsion de Mme de Bavoz, elles s'en séparèrent progressivement pour adopter les règles et les usages de la vie bénédictine. Ce fut pleinement réalisé en février 1822 quand la clôture du monastère fut solennellement bénite par le curé de Saint-Symphorien-de-Lay.
En janvier 1814, le cardinal Fesch ne se sentant plus en sécurité à Lyon devant le déferlement des troupes autrichiennes se réfugia à l'abbaye de Pradines. Il y resta six semaines mais dû s'enfuir sous un déguisement civil pour éviter d'être arrêté. Après tout un périple en France, il y fit un deuxième séjour quelques mois plus tard, en résidence surveillée, après avoir été finalement arrêté à Roanne avec la mère de l'empereur alors qu'ils tentaient de gagner Lyon et l'Italie,

## Sports
- Football : Olympique de Pradines.

## Personnalités liées à la commune
- Roland Marchisio (né en 1960), acteur et humoriste, habite la commune[19].